# Ruta Estatal de Arizona 303
La Ruta Estatal de Arizona Loop 303, y abreviada SR Loop 303 (en inglés: Arizona State Route Loop 303) es una carretera estatal estadounidense ubicada en el estado de Arizona. La carretera inicia en el antihorario desde la I 10     en Goodyear hacia el horario en la I 17     en Phoenix. La carretera tiene una longitud de 56,7 km (35.25 mi).

## Mantenimiento
Al igual que las autopistas interestatales, y las rutas federales y el resto de carreteras estatales, la Ruta Estatal de Arizona Loop 303 es administrada y mantenida por el Departamento de Transporte de Arizona por sus siglas en inglés ADOT.

## Cruces
La Ruta Estatal de Arizona Loop 303 es atravesada principalmente por la  US 60     en Surprise.